# منتخب سلوفينيا لكأس ديفيز
منتخب سلوفينيا لكأس ديفيز (بالإيطالية: Squadra slovena di Coppa Davis)‏ هو ممثل سلوفينيا الرسمي في كرة المضرب في كأس ديفيز.